# 1490年
| 千纪： | 2千纪 |
| 世纪： | 14世纪 \| 15世纪 \| 16世纪                                                                                 |
| 年代： | 1460年代 \| 1470年代 \| 1480年代 \| 1490年代 \| 1500年代 \| 1510年代 \| 1520年代                           |
| 年份： | 1485年 \| 1486年 \| 1487年 \| 1488年 \| 1489年 \| 1490年 \| 1491年 \| 1492年 \| 1493年 \| 1494年 \| 1495年 |
| 纪年： | 庚戌年（狗年）；明弘治三年；越南洪德二十一年；日本延德二年                                                 |

## 大事记
- 1月4日——布列塔尼的安妮宣布，所有与法国国王结盟的人都将被视为犯下大不敬。
- 3月13日——刚满周岁的查理二世成为萨伏伊公爵，其母蒙费拉的布兰切摄政。
- 7月13日——卡斯塔夫的约翰完成了圣三一教堂（今位于斯洛文尼亚西南部）壁画的一个绘画周期。
- 9月18日——波希米亞國王烏拉斯洛二世因前任匈牙利國王馬加什一世缺乏合法繼承人，被匈牙利貴族擁立加冕為王，匈牙利進入雅蓋隆王朝時期。
- 12月19日——布列塔尼的安妮委派代表与马克西米利安一世联姻。

### 未知日期
- 足利义稙成为日本室町幕府的大将军。
- 日本京都銀閣寺落成。
- 珀金·沃贝克于勃艮第法庭宣称自己为英格兰国王爱德华四世之子。
- 传统上格伦代尔之战的爆发时间。
- 天主教传教士抵达非洲的刚果王国。
- 佩罗·达·科维良抵达埃塞俄比亚。
- 德国首次在哈布斯堡、梅赫伦和因斯布鲁克之间建立常规邮政服务。
- 列奥纳多·达·芬奇通过细管发现毛细现象。
- 列奥纳多·达·芬奇发明了一种油灯：用玻璃管护住灯芯，置于装满水的球形玻璃罩内。
- 诸圣堂于维滕贝格开工。
- 中国学者华燧发明青铜板活字印刷术，虽然早在1298年王祯就已经用锡试验过活字印刷，且朝鲜人也独立发明了铜板活字印刷术[來源請求]，活字印刷术仍被认为是中国华燧发明的。
- 庆阳流星雨事件，砸死1万多人。
- 朱安诺·马托雷尔和马蒂·琼·德·加尔巴的《白骑士》出版。
- 阿尔杜斯·马努提乌斯迁往威尼斯。
- 约翰·柯雷特获得牛津大学莫德林学院文学硕士。
- 约翰内斯·罗伊希林与若望·皮科·德拉·米蘭多拉见面。
- 商人将咖啡从也门带入麦加和阿拉伯。（近似日期）

## 出生
- 2月17日：夏爾三世·德·波旁，法兰西总管（1527年卒）
- 3月24日：格奥尔格·阿格里科拉，德国学者与科学家（1555年卒）
- 4月：维托丽娅·科隆纳，意大利诗人（1547年卒）
- 5月16日：普鲁士公爵阿尔布雷希特（1568年卒）
- 6月28日：勃兰登堡的阿尔布雷希特，德国选举人和大主教（1545年卒）
- 10月：欧拉乌斯·马格努斯，瑞典神职者和作家（1557年卒）
- 10月12日：伯纳多·皮萨诺，意大利作曲家（1548年卒）
- 11月10日：约翰三世，克莱沃公爵（1539年卒）
- 未知日期
  - 上村賴興，肥後國相良氏權臣。（1557年卒）
  - 阿奇博尔德·道格拉斯，第六任阿格努斯伯爵（1556年卒）
  - 卢卡·吉尼，意大利医生和植物学家（1566年卒）
  - 让·萨尔蒙·马克林，法国诗人（1557年卒）
  - 卡斯帕·史文克菲德，德国神学家（1561年卒）
- 可能出生于此年的
  - Wijerd Jelckama，弗里西亚叛军首领（1523年卒）
  - 阿德里安·伊森布兰特，弗兰德画家（1551年卒）
  - 理查德·瑞奇（首位瑞奇男爵），英格兰大法官（1567年卒）
  - 约翰·塔弗纳，英国作曲家和管风琴手（1545年卒）
  - 萨林纳斯的玛利亚，威洛比夫人，皇家侍女，阿拉贡的凯瑟琳的朋友

## 逝世
- 1月27日：足利义政，日本幕府将军（1435年生）
- 3月6日：年轻的伊凡，特维尔统治者（1458年生）
- 3月13日：查理一世，萨伏伊公爵（1468年生）
- 4月6日：马加什一世，匈牙利国王（1443年生）
- 5月12日：乔安娜，葡萄牙执政公主（1452年生）
- 5月22日：埃德蒙·格雷，肯特郡第一任伯爵（1416年生）
- 8月11日：弗兰斯•波里得罗德，荷兰叛军首领（1465年生）
- 9月1日：席尔瓦的比阿特丽丝，多米尼加修女
- 未知日期
  - 马蒂·琼·德·加尔巴，加泰罗尼亚小说家
  - Aonghas Óg，最后一位独立的群岛之主